# Chất độc hại da
Chất độc hại da (hay chất độc loét da), nhóm chất độc quân sự lâu tan, gây tổn thương cho người và động vật, chủ yếu ở da khi sử dụng ở trạng thái giọt lỏng, tổn thương đường hô hấp ở dạng hơi và xon khí, có thể gây chết người. Thuộc chất độc mạnh, khi xâm nhập vào tế bào, làm biến dạng protein, giết chết tế bào, gây hoại tử da và niêm mạc (trúng độc tại chỗ). Dễ thấm qua da vào máu truyền đi khắp cơ thể (trúng độc toàn thân), gây tổn thương cho hệ thần kinh, hệ tim mạch và làm rối loạn quá trình trao đổi chất. Thuộc nhóm này có: yperit, nitơ yperit và lewisit.

## Đặc điểm và phân loại

### Yperit
Yperit (S(CH2CH2Cl)2, dichlorodiethyl sulfide) kí hiệu HD, chất lỏng sánh như dầu, không màu, thoảng mùi mù tạt; tỉ trọng 1,28, nhiệt độ sôi 217,5°C, nhiệt độ đông đặc 13°C, mật độ hơi 5,4. Ít tan trong nước (700-800 mg/L), tan trong các dung môi hữu cơ, mỡ và lipoid. Sản phẩm kĩ thuật màu nâu tối, dễ dàng thấm qua da. Liều tử vong trung bình LC50-50 mg/kg. Nồng độ tử vong trung bình LC50-0,15 mg/L (15 phút).

### Nitơ yperit
Nitơ yperit (chứa nhóm chức chloroethylamin ((ClCH2)2NR2)), kí hiệu HN, chất lỏng nhớt, không màu, không mùi, tỉ trọng 1,24, nhiệt độ sôi 230°C, nhiệt độ đông đặc -4°C, mật độ hơi 7,0. Ít tan trong nước (500 mg/L), tan tốt trong các dung môi hữu cơ, mỡ và lipoid. Sản phẩm kĩ thuật màu nâu nhạt. Dễ dàng thấm qua da. Liều tử vong trung bình LC50-20 mg/kg. Nồng độ tử vong trung bình LC50-0,2 mg/L (15 phút).

### Lewisit
Lewisit (ClCH=CHAsCl2, chlorovinylarsine dichloride), kí hiệu L, chất lỏng không màu, tỉ trọng 1,83, nhiệt độ sôi 190°C, nhiệt độ đông đặc (-10°C), mật độ hơi 7,2. Ít tan trong nước (0,5 g/L), tan tốt trong các dung môi hữu cơ, mỡ và lipoid. Sản phẩm kĩ thuật màu nâu thẫm. Dễ dàng thấm qua da. Liều tử vong trung bình LC50-30 mg/kg. Nồng độ tử vong trung bình LC50-0,25 mg/L (15 phút). Cuối Chiến tranh thế giới thứ nhất, L được đưa vào trang bị cho Quân đội Mỹ; đến Chiến tranh thế giới thứ 2, Quân đội Mỹ có một lượng dự trữ lớn L nhưng không được sử dụng do họ tìm ra những chất độc có hiệu quả hơn nên L được đánh giá là không có ý nghĩa về mặt quân sự.

## Trạng thái sử dụng
Chất độc hại da được sử dụng chủ yếu ở trạng thái giọt lỏng, hơi và sol khí. Tổn thương da kéo dài 2-6 giờ mà không có triệu chứng. Sau thời kì ủ bệnh (trừ lewisit không có thời kì ủ bệnh, sau khi trúng độc L, chỉ sau 5-7 phút các triệu chứng lâm sàng sẽ xuất hiện trên da), xuất hiện những mụn nước nhỏ li ti tạo cảm giác rất ngứa, dần dần chúng kết hợp lại thành những mảng phồng rộp lớn, gây loét lớp biểu bì và lớp dưới biểu bì, khi vào máu, chúng phân tán đi khắp cơ thể gây trúng độc toàn thân.

## Cơ chế tác hại
Trong cơ thể, chất độc hại da là những nhân alkyl hóa, phản ứng với các nhóm amin, hydroxyl và nhóm sulfhydryl của protein, làm chết tế bào dẫn đến hiện tượng viêm tại chỗ và gây thành vết loét. Trong máu chúng alkyl hóa DNA của nhân tế bào và RNA của bào tương làm biến đổi cấu trúc DNA, gây tổn thương thể nhiễm sắc, tức là làm rối loạn quá trình di truyền. Sự hủy hoại DNA trước hết làm giảm đột ngột quá trình sinh sản tế bào - tế bào chết ngay trong giai đoạn phân bào đồng thời phá vỡ đặc điểm của gen gây đột biến gen, dẫn đến hiện tượng quái thai.
Yperit ức chế enzym hexokinase (enzym duy trì sự phosphoryl hóa glucose) làm rối loạn quá trình trao đổi hydrocarbon khi xâm nhập vào cơ thể, yperit có thể gây tổn thương cho thận, gan, phổi, trúng độc toàn thân và ung thư. Điều trị vết loét do yperit gây ra kéo dài vài tuần đến vài tháng. Triệu chứng trúng độc yperit: đau đầu, ù tai, run tay, chán ăn, mệt mỏi, sức khỏe suy sụp, dẫn đến thoái hóa các tế bào não, gây tổn thương nặng cho hệ thần kinh trung ương; còn nitơ yperit lại ức chế enzym acetylcholinesterase gây ra sự co giật tương tự như khi bị trúng độc chất độc thần kinh, lewisit ức chế enzym urease, carboxylase bằng cách acid hóa các nhóm sulfuhydryl. Thuốc giải độc đặc hiệu của lewisit là dithiopropanol và muối natri của nó.

## Triển khai thực tế
Yperit được Quân đội Đức sử dụng lần đầu tiên trong Chiến tranh thế giới thứ 1, ngày 12.7.1917 ở Ypres (Bỉ), nhằm tạo ra lợi thế cho việc chống trả thành công những cuộc tiến công mùa hè của quân Đồng minh. Trong 10 ngày đầu của Chiến dịch Flaudern, pháo binh Đức đã bắn hơn một triệu quả lựu pháo (cối) chứa yperit (khoảng 2.500 tấn) làm cho khoảng 20 nghìn binh lính Anh bị thương do nhiễm độc yperit.
Trong Chiến tranh thế giới thứ 1 cả 2 phía Đức và Đồng minh đã sử dụng 9 triệu quả đạn pháo chứa yperit (khoảng 12.000 tấn yperit), trong đó phía Đức 5.000 tấn. Số chất độc trên đã loại khỏi vòng chiến đấu 400 nghìn binh lính. Năm 1936, mặc dù Italia và Ethiopia là thành viên của Nghị định thư cấm vũ khí hóa học 1925, nhưng Quân đội phát xít Ý đã 19 lần sử dụng quy mô lớn bom đạn hóa học (yperit, phosgen, chất độc kích thích) chống lại Ethiopia làm trên 15 nghìn người bị chết và bị thương.
Trong cuộc chiến tranh Trung - Nhật (1940-1943) đã có hơn 2 nghìn lần Quân đội Nhật sử dụng vũ khí hóa học yperit, lewisit để sát hại nhân dân và Hồng quân Công nông Trung Quốc làm 300 nghìn người chết và rất nhiều người bị ảnh hưởng bởi các chất độc trên.
Hiện nay, ở đông bắc Trung Quốc số lượng đạn pháo hóa học mà Quân đội Nhật để lại ước chừng khoảng trên 1 triệu quả. Gần đây nhất trong cuộc chiến tranh giữa Iran và Irăc (1979), 2 bên nhiều lần sử dụng chất độc thần kinh và chất độc hại da. Theo đánh giá của Iran, số thiệt hại về người do vũ khí hóa học của Irăc đối với binh sĩ Iran khoảng 50 nghìn người.